# 圣日耳曼-莱斯皮纳斯
圣日耳曼-莱斯皮纳斯（法語：Saint-Germain-Lespinasse，法語發音：[sɛ̃ ʒɛʁmɛ̃ lɛspinas]），法国中东部市镇，位于奥弗涅-罗讷-阿尔卑斯大区卢瓦尔省，隶属于罗阿讷区，其市镇面积为15平方公里，2022年1月1日时人口数量为1,222人，在法国城市中排名第8,407位。
圣日耳曼-莱斯皮纳斯位于卢瓦尔省北部，法国国道N7线和多条地方公路在此交汇。

## 地名来源
“Saint-Germain”一名可能来源于天主教人物，其生平尚不清楚；根据圣福尔热-莱斯皮纳斯官方网站的论述，“Lespinasse”转写自“L'Espinasse”，后者为该地历史上的一个村落。

## 历史
圣日耳曼-莱斯皮纳斯的早期历史尚不清楚。根据当地官方网站的论述，圣日耳曼-莱斯皮纳斯历史上长期为一处普通农业村落，当地部分区域曾开辟为葡萄酒种植园。法国大革命后，圣日耳曼-莱斯皮纳斯成为罗讷-卢瓦尔省的一个市镇，该省于1793年一分为二，圣日耳曼-莱斯皮纳斯被划入卢瓦尔省。工业革命期间，途径圣日耳曼-莱斯皮纳斯的莫雷—里昂铁路分段建成通车。2010年，圣日耳曼-莱斯皮纳斯镇中心的种植园小仓库得到翻新，成为当地的一处地标性建筑物。

## 地理

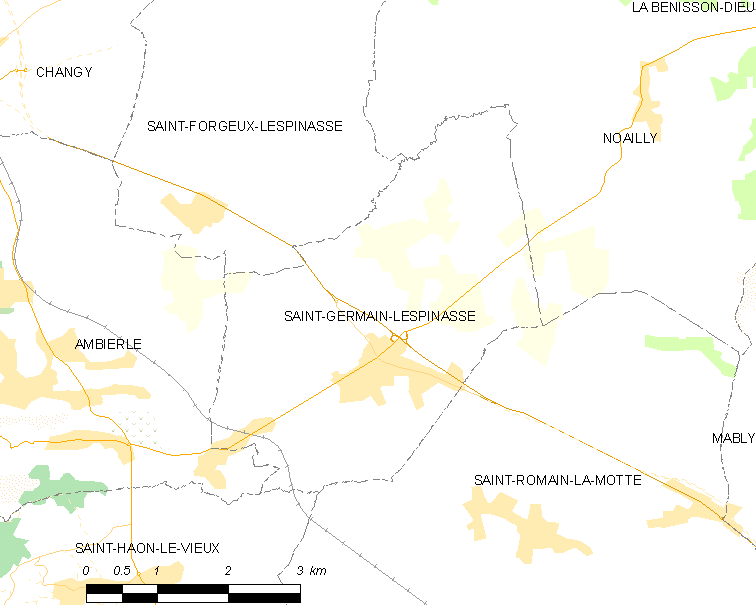
圣日耳曼-莱斯皮纳斯市镇范围地图

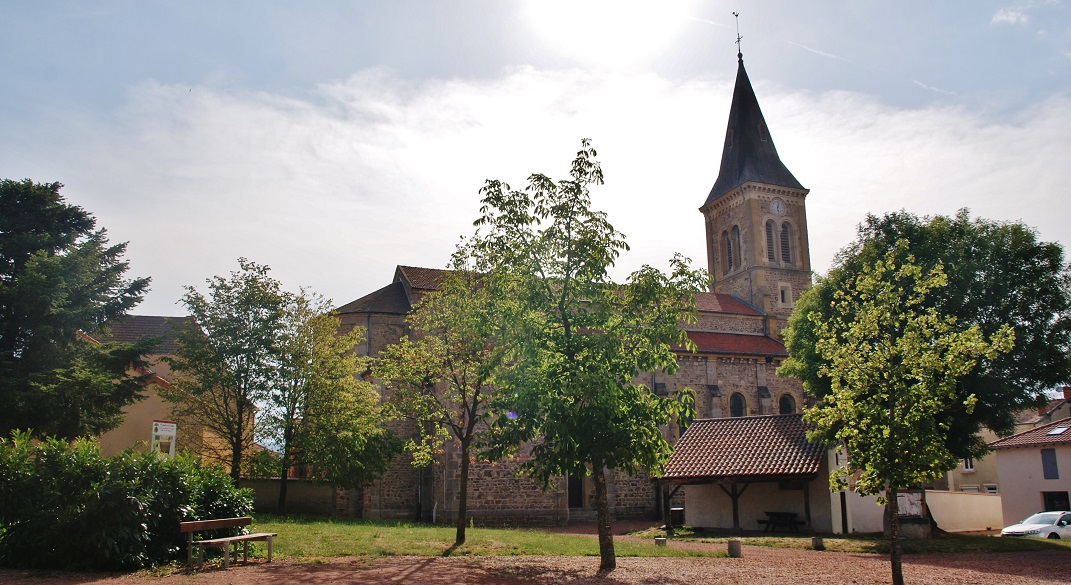
教堂附近的绿地

圣日耳曼-莱斯皮纳斯位于法国中东部，奥弗涅-罗讷-阿尔卑斯大区北部偏西和卢瓦尔省西北部，距离省会圣艾蒂安大约95公里。与圣日耳曼-莱斯皮纳斯接壤的市镇包括：昂比耶勒、诺阿伊、旧圣昂、圣福尔热-莱斯皮纳斯和圣罗曼拉莫特。

### 地形
圣日耳曼-莱斯皮纳斯位于罗阿奈地区西部，马德莱娜山的东北部延伸地带，境内以平原和浅丘为主，市镇中心地势较为平坦，全境海拔在281到349米之间。

### 水文
丰塔尼耶尔河（La Fontanière）自西南向东北流经圣日耳曼-莱斯皮纳斯市镇范围西北部。

### 植被
圣日耳曼-莱斯皮纳斯属于温带阔叶混交林区，林地散落分布于河流渠道附近以及国道N7线两侧。
在鲜花城市的评比中，圣日耳曼-莱斯皮纳斯暂未被评级。

### 气候
圣日耳曼-莱斯皮纳斯在柯本气候分类法中属于带有一定大陆性气候特征的温带海洋性气候（Cfb）。

## 行政区划
圣日耳曼-莱斯皮纳斯的市镇编号为42231，邮政编号为42640。
在行政管理方面，圣日耳曼-莱斯皮纳斯隶属于法国奥弗涅-罗讷-阿尔卑斯大区卢瓦尔省罗阿讷区；在地方选举方面，圣日耳曼-莱斯皮纳斯隶属于勒奈松县，其市镇范围全境被划入卢瓦尔省第六选区；在社会管理方面，圣日耳曼-莱斯皮纳斯是罗阿讷城市圈公共社区的组成部分。
截至2024年6月，圣日耳曼-莱斯皮纳斯市镇范围内暂无任何城市敏感街区及城市政策优先街区。
法国国家统计与经济研究所（简称）在进行数据统计时，未将圣日耳曼-莱斯皮纳斯划入任何城市核心区（Unité urbaine），并将包括圣日耳曼-莱斯皮纳斯在内的周边共50个市镇划为罗阿讷城市区。自2020年起，罗阿讷城市区被包含88个市镇的罗阿讷城市辐射区代替。此外，还将圣日耳曼-莱斯皮纳斯市镇整体看作一个“块区”（IRIS），以便于统计人口分布情况。

## 交通

### 公路
法国国道N7线和卢瓦尔省省道D4线、D18线、D47线和D81线在圣日耳曼-莱斯皮纳斯境内交汇。
2020年，82.4%的圣日耳曼-莱斯皮纳斯家庭拥有至少一辆私人汽车。2021年，圣日耳曼-莱斯皮纳斯境内共发生各类交通事故1起，造成3人受伤，其中1人重伤。
| 33 | 37 |

| 圣艾蒂安 | 95 |

| 罗阿讷 | 14 |

| 拉帕利斯 | 35 |

### 铁路
圣日耳曼-莱斯皮纳斯位于莫雷—里昂铁路上，当地原有一座火车站，现已废弃。
距离圣日耳曼-莱斯皮纳斯最近的运营中的客运铁路车站为12公里外的罗阿讷站，该站停靠往返于里昂和南特之间的城际列车，以及前往里昂、克莱蒙费朗和圣艾蒂安三个方向的区域列车。

### 航空
圣日耳曼-莱斯皮纳斯距离圣艾蒂安-昂德雷济约机场大约82公里，距离里昂圣埃克絮佩里机场的公路里程大约159公里。

### 城市公共交通
圣日耳曼-莱斯皮纳斯是罗阿讷城市公共交通（商业名称为“STAS”）的服务覆盖范围。截至2024年6月，该系统共包括十余条公交线路，其中公交12路经过圣日耳曼-莱斯皮纳斯。

## 政治

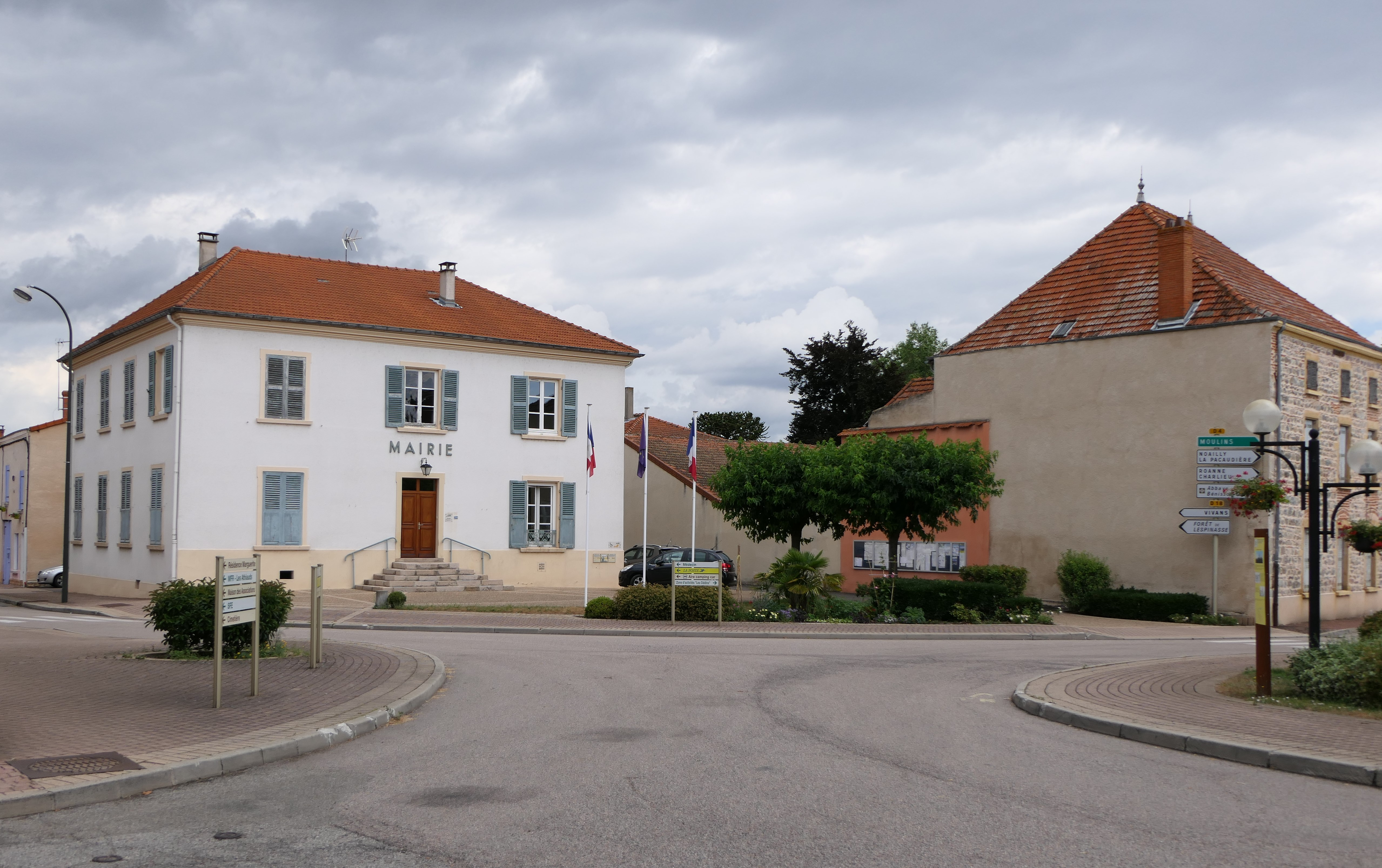
圣日耳曼-莱斯皮纳斯市政厅

圣日耳曼-莱斯皮纳斯的现任市长为皮埃尔·夸萨尔先生（Pierre COISSARD），他是一名无党派人士，在2020年的市政选举中获得了100.00%的支持率（无其他候选人）。
在2022年的法国总统大选的第二轮选举中，法国极右翼政党国民阵线主席玛丽娜·勒庞在圣日耳曼-莱斯皮纳斯获得了52.68%的支持率。

## 人口
2021年，圣日耳曼-莱斯皮纳斯市镇人口数量为1,219，在法国排名第8,407位。其中男性597人，女性629人，75岁及以上人口占10.5%，外籍人口数量为31人，人口密度为81人/平方公里，当地居民被称为（男性）或（女性）。2022年，圣日耳曼-莱斯皮纳斯境内出生12人，死亡人口7人。
| 圣日耳曼-莱斯皮纳斯1901年－2021年人口变化情况 |
|                                               |
| 数据来源：Cassini、INSEE                      |

## 经济
截至2024年6月，圣日耳曼-莱斯皮纳斯市镇范围内共有各类用人单位（包含自雇）210家，平均历史为21年，均为中小型企业（PME），2024年4月至6月间，当地的经济活力指数为0。（水电气安装）和（旅游接待）是当地2022年营业额最高的两家企业，分别为558,252欧元和42,968欧元。

## 财政与居民收入
2022年，圣日耳曼-莱斯皮纳斯的财政收入总额为783,820欧元，财政支出总额为628,080欧元，当年的债务总额为730,930欧元。 2022年，圣日耳曼-莱斯皮纳斯市镇通过增值税获得74,060欧元的收入，此外当地还共获得了17,150欧元的国家直接财政补助。
| 圣日耳曼-莱斯皮纳斯居民收入情况                  | 圣日耳曼-莱斯皮纳斯居民收入情况 | 圣日耳曼-莱斯皮纳斯居民收入情况 | 圣日耳曼-莱斯皮纳斯居民收入情况 |
| 内容                                             | 圣日耳曼-莱斯皮纳斯             | 法国                            | 统计年份                        |
| ------------------------------------------------ | ------------------------------- | ------------------------------- | ------------------------------- |
| 征税家庭总数                                     | 522                             | 1,081（法国市镇平均）           | 2022年                          |
| 居民平均月收入                                   | 2,238欧元                       | 2,435欧元                       | 2022年                          |
| 高级职员人均月收入                               | 不详                            | 4,331欧元                       | 2021年                          |
| 中级职员人均月收入                               | 不详                            | 2,470欧元                       | 2021年                          |
| 普通职员人均月收入                               | 不详                            | 1,801欧元                       | 2021年                          |
| 贫困率                                           | 不详                            | 14.5%                           | 2020年                          |
| 青壮年（15至64岁）失业率                         | 5.9%                            | 7.4%                            | 2020年                          |
| 征税家庭数量占比                                 | 41.9%                           | 45.5%                           | 2020年                          |
| 家庭年均纳税                                     | 1,953欧元                       | 4,393欧元                       | 2022年                          |
| 资料来源：INSEE、L'Internaute、Le Journal du Net |                                 |                                 |                                 |

## 社会事务

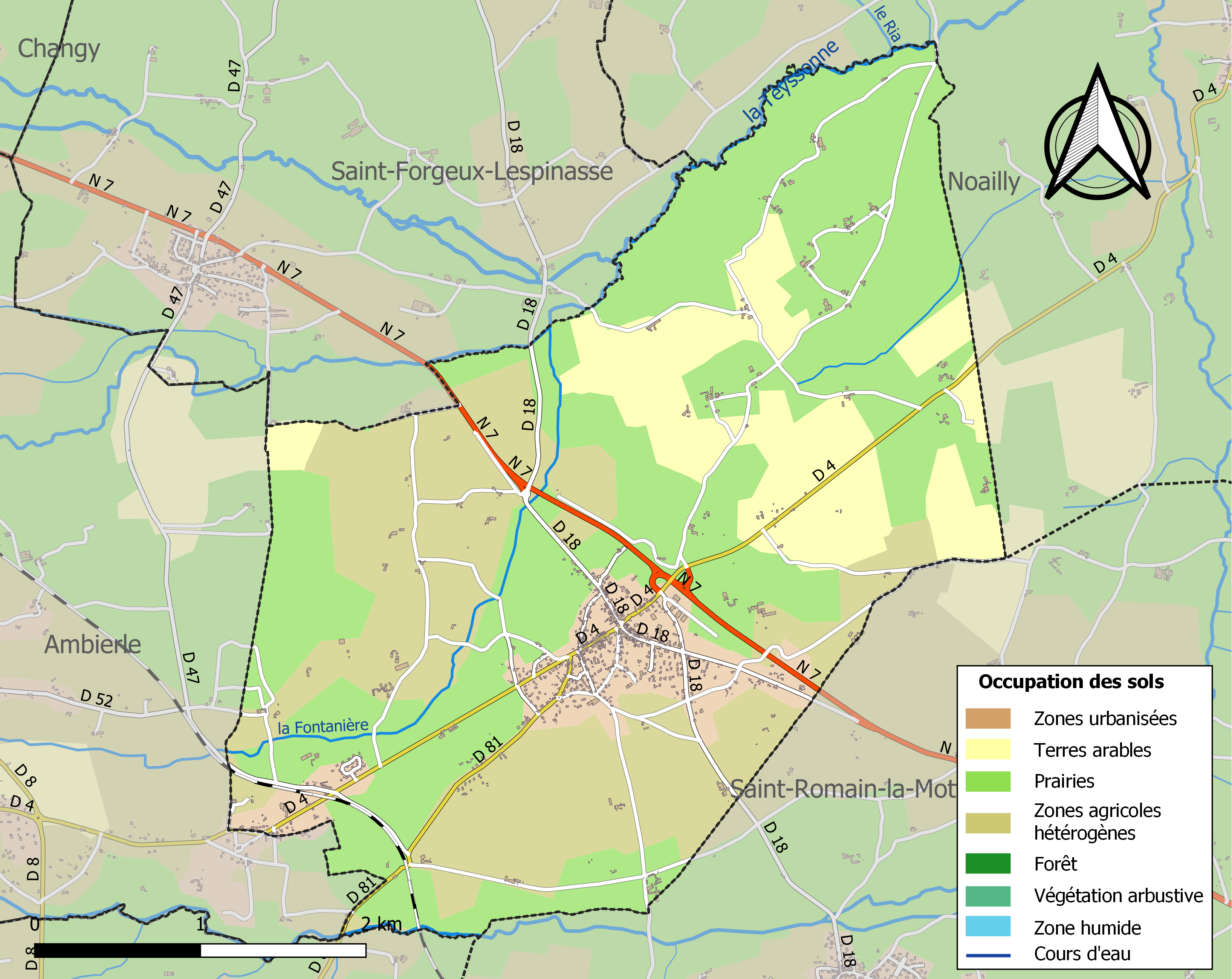
圣日耳曼-莱斯皮纳斯土地利用情况地图

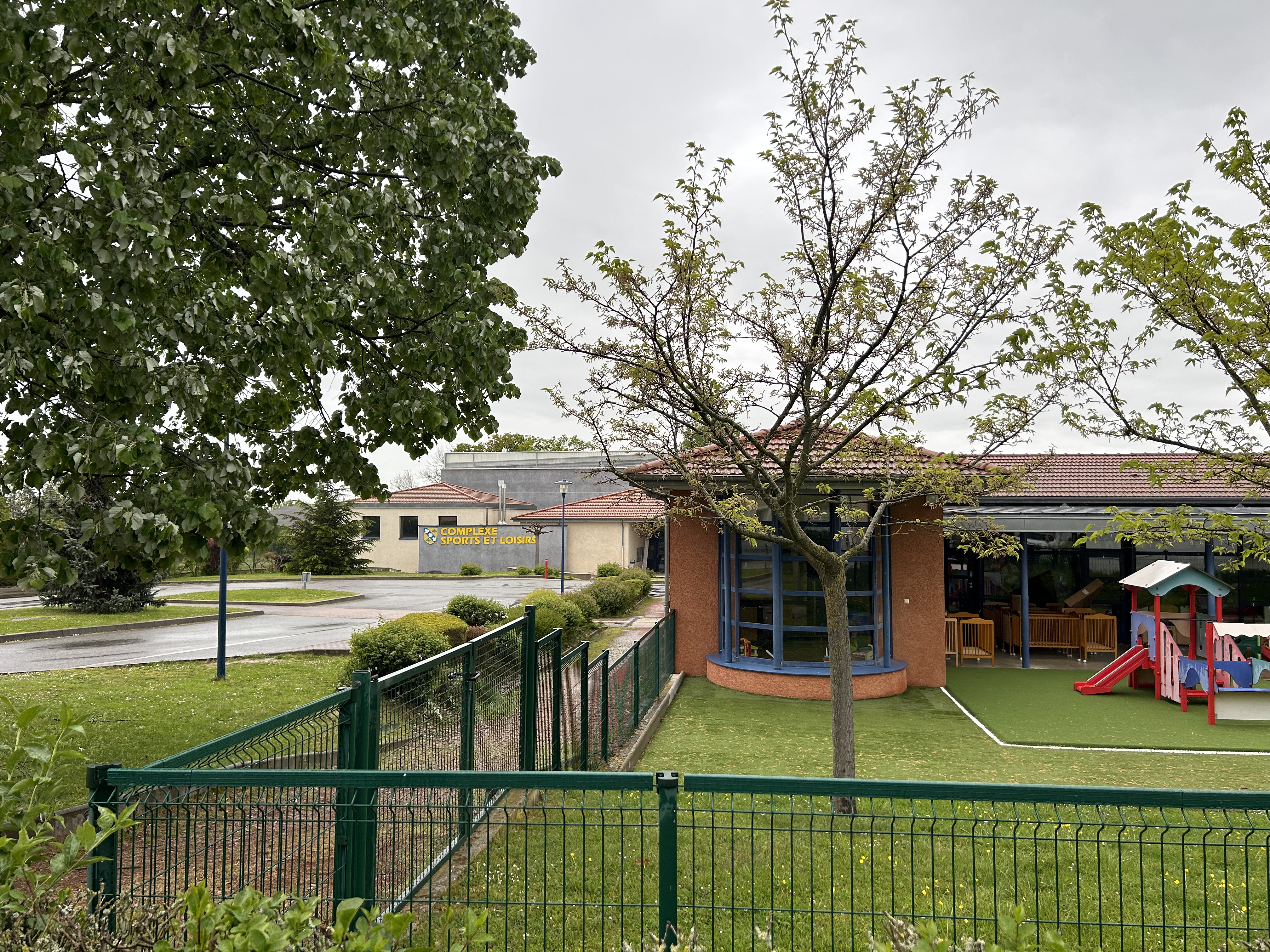
活动中心

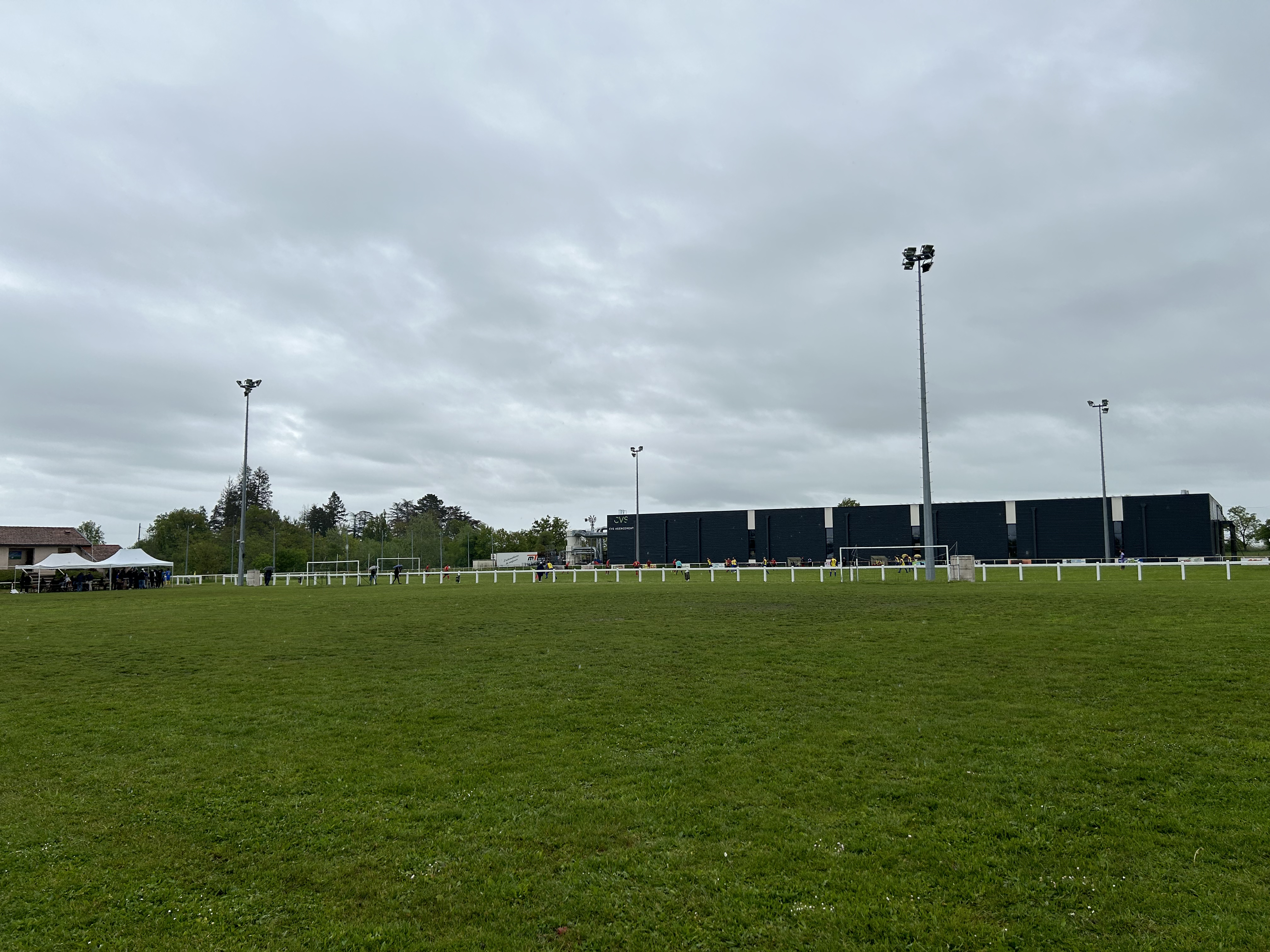
一处开放式球场

### 教育
圣日耳曼-莱斯皮纳斯属于里昂学区。截至2021年1月1日，圣日耳曼-莱斯皮纳斯境内共有2所小学和1所农业高中。

### 医疗
截至2021年1月1日，圣日耳曼-莱斯皮纳斯境内共有全科医生2名、保健师3名、牙医2名、护士4名和助产士1名。境内共有药房1家。
距离圣日耳曼-莱斯皮纳斯最近的区域性医疗机构为罗阿讷中心医院（Centre Hospitalier de Roanne），其主病区医院位于罗阿讷市区北部，距离圣日耳曼-莱斯皮纳斯市区的正常车程大约12分钟，该院设有床位647个，是当地规模最大的公立综合性医院。

### 住房
2020年，圣日耳曼-莱斯皮纳斯境内共有各类住房592套，其中85.1%为独立式住宅，14.5%为集中式住宅。常住房屋占圣日耳曼-莱斯皮纳斯市镇范围内居民建筑总量的89.5%。
在住房保障政策方面，2022年，圣日耳曼-莱斯皮纳斯境内共有38户家庭获得了住房经济补助，受益人数占总人口数量的3.1%，其中40份为房租补助。

### 商业
2021年，圣日耳曼-莱斯皮纳斯境内共有各类实体商铺28家，其中餐厅2家、杂货店1家、面包房2家、银行门店1家、美容美发店3家、汽车维修店2家。圣日耳曼-莱斯皮纳斯镇中心北部建有一家Gamm Vert商场。

### 体育
2021年，圣日耳曼-莱斯皮纳斯境内共有1处网球场以及1处足球或橄榄球场。
截至2024年6月，菲勒兰足球体育会（Football Union Sportive Filerin，编号563814）是圣日耳曼-莱斯皮纳斯境内唯一的一家注册足球俱乐部，该俱乐部成立于2012年，其主队2024至2025赛季参加卢瓦尔省足球联赛丙组（法国第十一级别），其主场为市政球场（Stade Municipal）。

### 环境
圣日耳曼-莱斯皮纳斯的环境事务由其所属的罗阿讷城市圈公共社区联合各级政府协调负责。2021年，圣日耳曼-莱斯皮纳斯境内暂无污染企业。

### 治安
圣日耳曼-莱斯皮纳斯及其附近的共108个市镇是罗阿讷国家宪兵队（zone gendarmerie de Roanne）的管辖范围。2020年，该宪兵队累计记录各类案件2,166起，其中盗窃类案件933起，经济类案件383起，毒品交易类案件155起。

## 文化

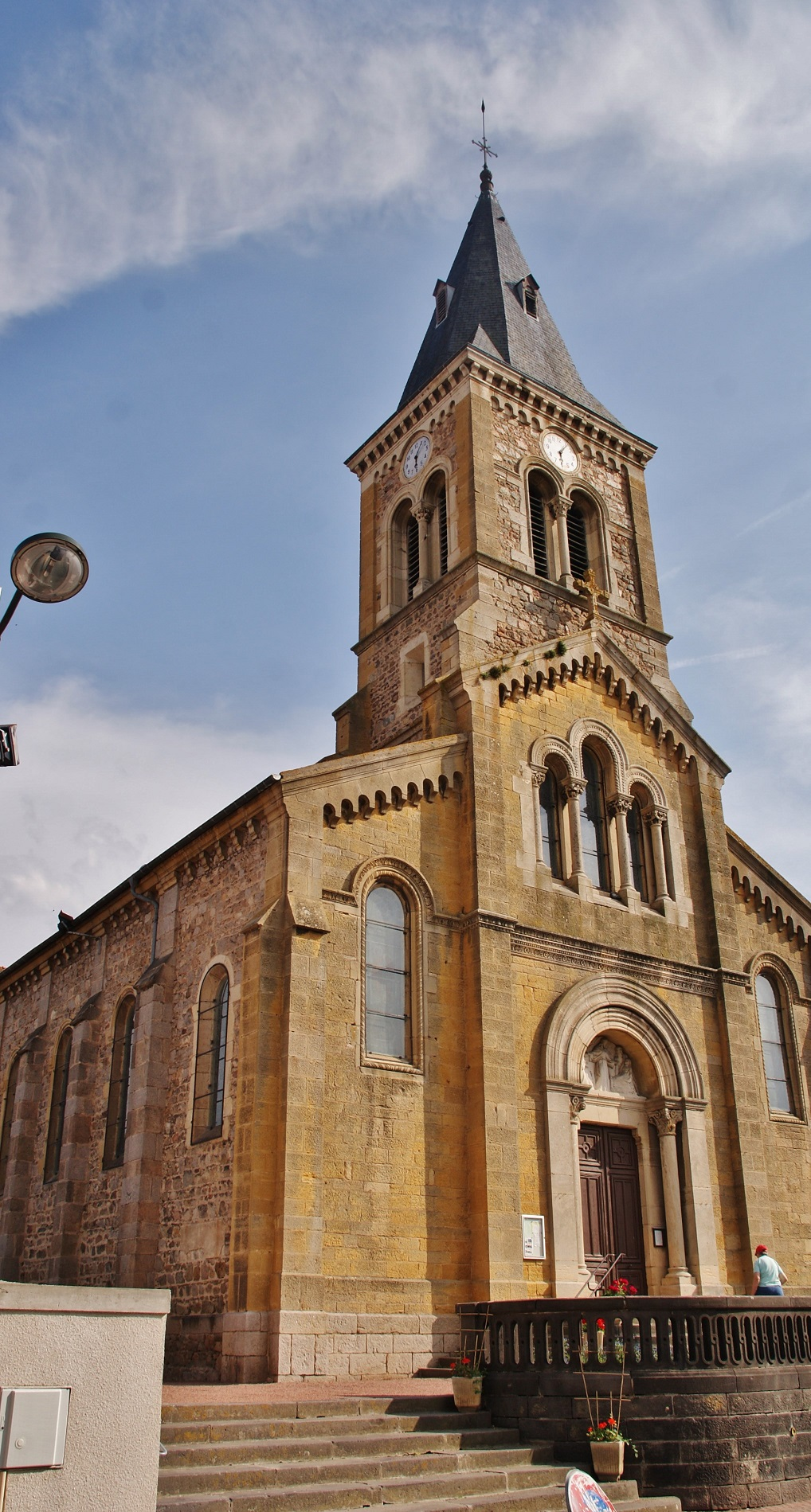
圣日耳曼教堂

2021年，圣日耳曼-莱斯皮纳斯境内暂无任何文化设施。圣日耳曼-莱斯皮纳斯境内建有图书馆（Bibliothèque），每周五和六向公众开放。

### 建筑
圣日耳曼-莱斯皮纳斯境内有多处历史建筑，其中镇中心的圣日耳曼教堂（Église Saint-Germain de Saint-Germain-Lespinasse）及种植园小仓库是当地的地标性建筑物。

### 旅游
圣日耳曼-莱斯皮纳斯的旅游事务由其所属的罗阿讷城市圈公共社区联合各级政府协调负责。2023年，圣日耳曼-莱斯皮纳斯境内暂无任何游客接待设施。

### 媒体
法国主要的媒体均可在圣日耳曼-莱斯皮纳斯接收，法国电视三台下属的奥弗涅-罗讷-阿尔卑斯大区频道在部分时段播出圣日耳曼-莱斯皮纳斯所在卢瓦尔省的地方新闻。《进步报》、蓝色法兰西圣艾蒂安广播、Scoop广播、卢瓦尔省电视台等为当地主要的地方性媒体。

## 友好城市
截至2024年6月，圣日耳曼-莱斯皮纳斯暂未建立任何友好城市关系。